# Friedrich Carl Mayer
Friedrich Carl Mayer, född 3 januari 1824 i Tölz, död 24 januari 1903 i München, var en tysk konstnär och arkitekt.
Mayer studerade 1844-48 i München hos både arkitekter och målare, gjorde sedan en resa i Belgien och blev 1855 professor vid konstslöjdskolan i Nürnberg. Han målade en mängd arkitekturstycken, mestadels interiörer, såsom av Sakramenthuset i Nürnbergs Lorenzkirche, Sebaldusmonumentet, rådhussalen i Braunschweig, högaltaret i Augsburgs domkyrka, Brudporten i Nürnbergs Sebalduskirche m.m. Som arkitekt restaurerade han dessutom flera kyrkor och slott i Tyskland. År 1875 blev han konservator vid målerisamlingen i Nürnberg.